# Torre de los Vientos (escultura)
Torre de los Vientos es una escultura monumental realizada por el artista uruguayo Gonzalo Fonseca como parte de la Ruta de la Amistad, un conjunto de 19 esculturas realizadas por artistas de diversas nacionalidades para conmemorar los Juegos Olímpicos de México 1968. La obra fue instalada en la intersección del Anillo Periférico con la calle Zacatépetl, junto al Centro Comercial Perisur, al sur de la Ciudad de México. Fue la sexta estación de la ruta y representó a Uruguay en la exposición.
La escultura consiste en una torre hueca de tres plantas y 13 metros de alto, decorada con diversas formas geométricas. Fue construida con concreto armado y vigas de acero huecas.  Esta obra fue pensada como una «escultura habitable», de forma que su interior de 80 m² es accesible al público y dentro suyo se encuentran diversas figuras que recuerdan a muebles propios de una casa, diseñados en estilo minimalista. La decoración exterior está inspirada en el arte precolombino. Desde 1996 su interior es usado por el Fondo Nacional para la Cultura y las Artes para realizar talleres experimentales de arte contemporáneo.